# باكو كلوز
باكو كلوز (بالإسبانية: Paco Clos) (ولد في 8 أغسطس 1960) هو لاعب كرة قدم إسباني متقاعد يلعب كمهاجم.

## روابط خارجية
- باكو كلوز على موقع الاتحاد الدولي (مؤرشف)  (الإنجليزية)
- باكو كلوز على موقع ناشيونال فوتبول تيمز (الإنجليزية)